# Vladimir Košak
Vladimir Košak (25 de julho de 1908–18 de junho de 1947) foi um economista, advogado, político e diplomata do Estado Independente da Croácia, enforcado por crimes de guerra após a Segunda Guerra Mundial.

## Biografia
Košak nasceu em Velika Gorica. Graduou-se com doutorado em Direito pela Faculdade de Direito da Universidade de Zagreb, após o qual recebeu outro doutorado em economia pela Universidade de Frankfurt, na Alemanha. Depois de concluir os estudos, Košak regressou a Zagreb, onde trabalhou como secretário da Câmara de Comércio-Industrial. Logo ele se tornou presidente do Fundo de Pensões de Oficiais Privados, após o que se tornou Diretor-Chefe da Pohit, a maior holding industrial da Croácia na época. 

## Ustaše
Em 1 de julho de 1936, Košak juntou-se ao incipiente Ustaše  e participou da criação do jornal Hrvatski narod (O Povo Croata). 

### Ministro
Košak também foi signatário da proclamação do Estado Independente da Croácia em 10 de abril de 1941. Dois dias depois, foi nomeado procurador pessoal do Ministro das Forças Armadas, Vojskovođa Slavko Kvaternik. Mais tarde, foi nomeado Comissário para os Assuntos Económicos e Financeiros.  
No Governo do Estado Independente da Croácia, Košak foi secretário do Ministério da Economia Popular e, após a reorganização governamental em 30 de junho de 1941, tornou-se Tesoureiro do Estado (Ministro das Finanças). Foi presidente da Delegação Económica Croata durante as negociações com a Itália em junho de 1941 e co-presidente da Comissão Económica Croata-Italiana. Após um incidente envolvendo o contrabando de ouro, Ivo Kolak, chefe de gabinete de Mladen Lorković, foi executado enquanto Lorković era afastado do cargo. Košak foi forçado a renunciar e em 1 de abril de 1943 foi dispensado de suas funções ministeriais. 

### Diplomata
Desde a sua demissão como ministro até 30 de março de 1944, continuou a servir a Croácia num fórum diplomático como embaixador na Hungria em Budapeste. Depois disso, tornou-se embaixador do Terceiro Reich em Berlim. Em julho de 1944 foi nomeado Ministro de Estado, mas permaneceu como embaixador em Berlim. Košak era um colaborador próximo de Lorković e um de seus padrinhos, ao lado de Ante Vokić, no casamento de Lorković com Nada von Ghyczy em agosto de 1944. Ante Pavelić pretendia aliviá-lo de todas as funções porque nutria suspeitas de que Košak estava envolvido no golpe Lorković-Vokić, um golpe no qual Lorković e Vokić, juntamente com muitos outros políticos e oficiais militares influentes, pretendiam mudar de lado e juntar-se aos Aliados ; o golpe terminou em fracasso. Košak foi protegido por Siegfried Kasche, embaixador alemão na Croácia, e conseguiu manter o título de embaixador na Alemanha. Seguindo o conselho de Pavelić, Košak permaneceu em Berlim após a morte de Hitler, com a intenção de permanecer com o governo de Flensburg, de curta duração. Ele foi preso pelos britânicos em Flensburg em maio de 1945. Em fevereiro de 1946 foi extraditado para a Iugoslávia e condenado à morte em 6 de junho de 1947 por traição e crimes de guerra;  ele foi executado 12 dias depois, em 18 de junho. 